# Bergwerk Villanders

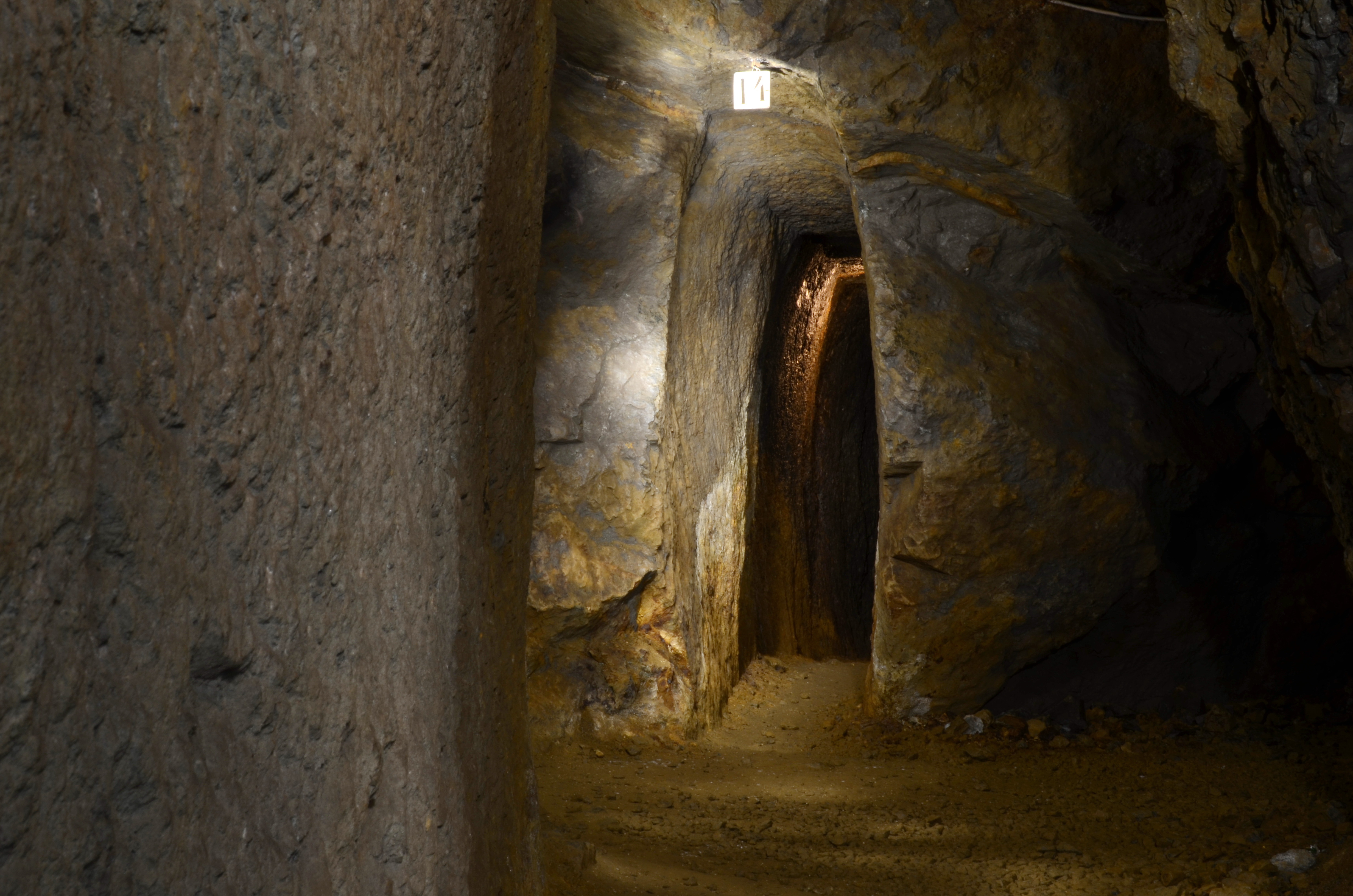
Handgeschlägeltes Flügelort des Elisabeth-Stollens

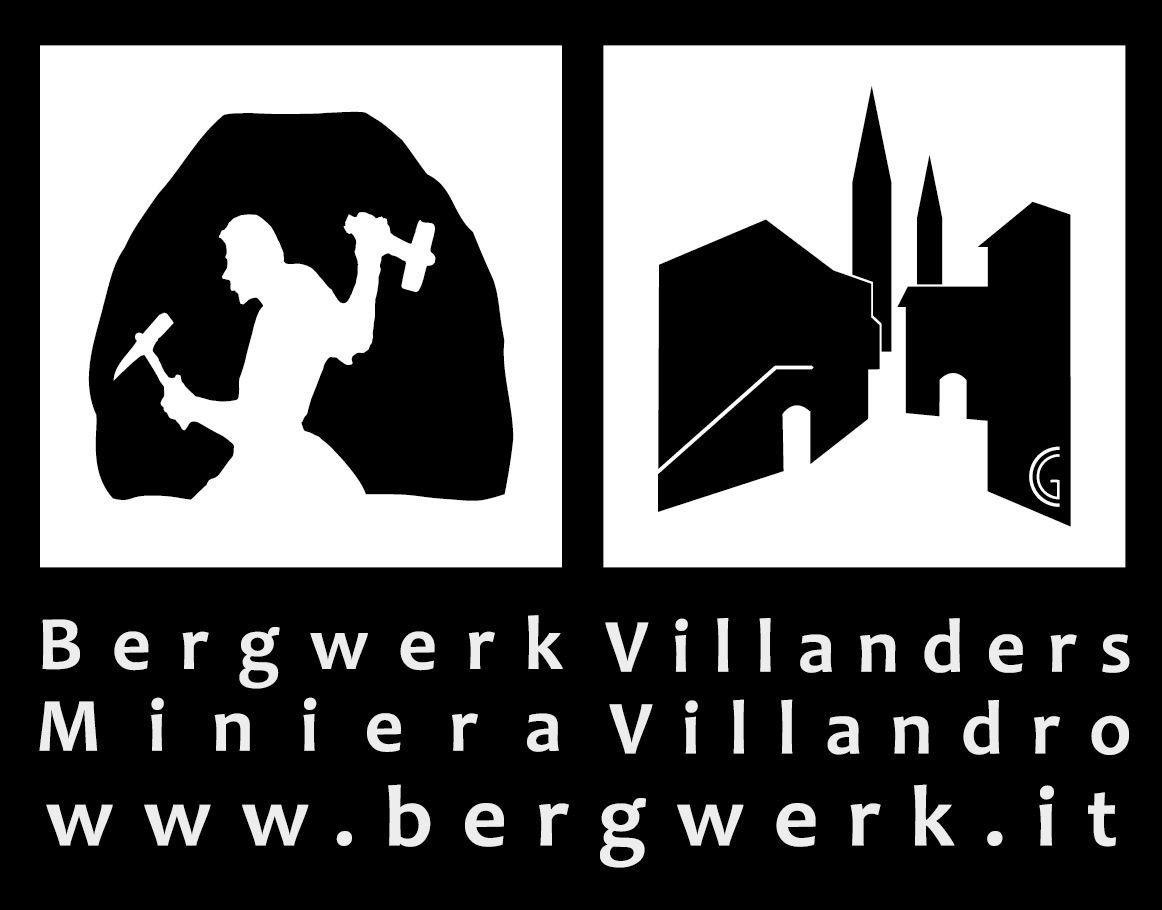
Logo Bergwerk Villanders

Das Bergwerk Villanders über dem Tinnetal bei Villanders in Südtirol war im Mittelalter eines der bedeutenden Bergwerke im Tiroler Raum, es spielte eine zentrale Rolle in der regionalen Bergbaugeschichte.
Das Bergwerk Villanders, auch bekannt als Silberberg von Villanders, Rotlahn, Bergwerk bei Klausen oder Pfunderer Bergwerk, liegt über dem Tinnetal bei Villanders in Südtirol.

## Geschichte

### Die erste urkundliche Erwähnung
Die erste sichere Nachricht über das Bestehen eines Bergwerks im Bereich von Villanders stammt aus einer Schenkungsurkunde aus der Mitte des 12. Jahrhunderts. In dieser Urkunde übertrugen Graf Arnold von Greifenstein und seine Gemahlin Adelheid den „mons argenti“ (Silberberg von Villanders) an das neugegründete Augustiner-Chorherrenstift Neustift bei Brixen. Diese Schenkung war Teil eines größeren Trends der Zeit, in dem Klöster zunehmend bergbauliche Produktionsstätten in ihre Besitztümer integrierten, um ihre wirtschaftliche Basis zu stärken.
Das Silber des Villanderer Bergwerks erwies sich bald als eine wertvolle Bereicherung für das Kloster Neustift, das 1142 vom seligen Hartmann zusammen mit dem Säbener Burggrafen Reginbert gegründet worden war. Die Schenkung wurde jedoch erst im Jahr 1177 rechtlich bindend, als Kaiser Friedrich I., bekannt als Barbarossa, sie in einer feierlichen Urkunde in Venedig bestätigte. Diese kaiserliche Bestätigung festigte die Besitzansprüche des Klosters und legte den Grundstein für die intensive Bergbautätigkeit in der Region.
Zwölf Jahre später, im Jahr 1189, belehnte Barbarossa den Bischof Heinrich III. von Brixen (1178–1196) und dessen Nachfolger mit den Silbergruben im stiftischen Gebiet, wobei die Hälfte des Ertrags an den Kaiser abzuführen war. Diese Lehenvergabe unterstrich die Bedeutung des Bergbaus in der kaiserlichen Politik und stärkte die Stellung des Brixner Bischofs als wichtiger Akteur im Bergbauwesen.
Am 21. Dezember 1217 erweiterte König Friedrich II. die Rechte des Hochstifts Brixen, indem er auf dem Reichstag in Nürnberg alle Silber-, Metall- und Salzgruben, die im Gebiet des Hochstifts gefunden wurden, dem Brixner Bischof Bertold I. von Neifen (1216–1224) verlieh. Diese Urkunde verlieh dem Bischof das volle Recht über den Bergbau in seinem Einflussbereich, was die wirtschaftliche Unabhängigkeit des Hochstifts weiter stärkte.

### Weitere Entwicklungen und Namensgeschichte
Im Laufe der Jahrhunderte änderte das Bergwerk mehrfach seinen Namen. Um 1300 wurde das Bergwerk bei Klausen nach dem im 12. Jahrhundert erbauten Schloss Garnstein (oder Gerstein) benannt. Die Errichtung dieser Festung im abgelegenen Thinnetal, am Fuße des Bergbaugebiets, unterstreicht die strategische und wirtschaftliche Bedeutung des Bergwerks.
Eine Urkunde aus dem Jahr 1330 erwähnt, dass Heinrich es erlaubt habe, „den Gang des Silbererzes auf dem Berg zu Vilanders zu bauen und zu arbeiten, da unten anstößt der Hof zu Pfunt“ (Pfunderer). Dieser Hof liegt an der ostseitigen Abdachung des Berges und befindet sich auf einer Höhe von 1315 Metern. Der „Phunt“-Hof wird erstmals im Jahr 1332 urkundlich erwähnt. Der Pfunderer Berg, der sich westlich des Villanderer Bergwerks befindet, wurde früher ebenfalls „Phunt“-Berg genannt.
Im Jahr 1452 gewährte Kaiser Friedrich III. dem Hochstift Brixen weitere Freiheiten in Bezug auf den Bergbau, zu einer Zeit, als der berühmte Kardinal Nikolaus Cusanus (1450–1464) Bischof von Brixen war. Diese Freiheiten förderten den Bergbau in der Region weiter, auch wenn die genaue Ausbeute und Bedeutung des Villanderer Bergwerks in den folgenden Jahrhunderten schwankte.

### Museum Bergwerk Villanders
Das Bergwerk Villanders ist ein lebendiges Museum, das einen tiefen Einblick in die Geschichte und die Techniken des Bergbaus bietet. Besucher können bei geführten Touren die historischen Stollen erkunden, darunter den berühmten Elisabeth-Stollen, der einer der Hauptzugänge des Bergwerks war. Die Führungen zeigen die Entwicklung des Bergbaus von den Anfängen im 12. Jahrhundert bis zur Schließung im 20. Jahrhundert und bieten detaillierte Informationen über die verschiedenen Abbauverfahren und die Lebensbedingungen der Bergleute.
Das Stollennetz, das sich über mehr als 20 Kilometer erstreckt, ist zum großen Teil noch original erhalten und vermittelt einen authentischen Eindruck von den schwierigen Arbeitsbedingungen unter Tage. Ein Highlight der Führungen ist die Möglichkeit, die dunklen, engen Gänge zu begehen, die größtenteils noch von Hand gegraben wurden.